# Ibrahim Muhawi
Ibrahim Muhawi (en arabe : إبراهيم مهوي, né en 1937) est un universitaire et écrivain palestinien. Il se spécialise dans la littérature, le folklore, ainsi que la traduction palestiniens et arabes. Il est membre de la diaspora palestinienne.

## Carrière
Muhawi naît à Ramallah en 1937 dans une famille arabe chrétienne palestinienne et, après avoir été diplômé dans cette ville, il est transféré aux États-Unis en 1959, s'installant à San Francisco où il obtient un diplôme en génie électrique au Heald Engineering College. Entre-temps attiré par la littérature, il obtient un bachelor en anglais (1964 : magna cum laude) de la California State University à Hayward, puis une maîtrise (1966) et un doctorat (1969), (avec le même sujet) de l'Université de Californie, Davis.
Après avoir été professeur d'anglais à l'Université Brock à Saint Catharines, en Ontario (1969-1975), Muhawi occupe un poste à l'université de Jordanie à Amman (1975-1977), puis se rend en Cisjordanie pour diriger le département d'anglais à l'université de Beir Zeit (1978 à 1980). Il est professeur dans le programme de littérature comparée à l'université de l'Oregon à Eugene (2007).
Muhawi traduit l'œuvre de Mahmoud Darwich : ses mémoires sur l'invasion israélienne du Liban en 1982 et l'expérience du poète de l'assignation à résidence, des détentions en prison et des interrogatoires par des soldats israéliens .

## Opinions sur la diaspora palestinienne(shatat)
Muhawi remarque que la déclaration Balfour, fait référence aux « non-juifs », un qualificatif négatif. Selon lui, les conséquences paradoxales de cette distinction ont été de transformer les habitants autochtones en un peuple de la diaspora dans leur propre pays. Pour Balfour, une autorité extérieure, parlant dans une langue inconnue du peuple autochtone, a promis leur terre à un autre peuple . En s'adressant à la Commission Peel en 1937, Winston Churchill compare les revendications palestiniennes à un chien dans une mangeoire. Churchill, d'après Muhawi, suit une lignée d'écrivains antérieurs en réduisant les Palestiniens à un niveau bestial. Il cite aussi Menahem Begin comparant les Palestiniens à des cafards, et Golda Meir niant leur existence. La Palestine, telle que vécue par les Palestiniens, n'est plus un lieu mais plutôt :

« Une tablette; ou plutôt ce n'est un lieu que dans la mesure où c'est une tablette sur laquelle sont griffonnés des caractères saints. Nous, le peuple de Palestine, nos coutumes et nos manières, ne sommes rien de plus que des gribouillis représentatifs sur la surface de cette tablette. »

## Récompenses
La traduction de Muhawi du Journal of an Ordinary Grief de Mahmoud Darwich remporta le prix de traduction PEN en 2011 .

## Traductions
- avec Sharif Kanaana, Speak, bird, speak again: Palestinian Arab folk tales, University of California Press 1989 (disponible en ligne ici)
- Maḥmūd Darwīsh, Mémoire pour l'oubli, (Dhākira li l-nisyān), University of California Press, 1995[8]. Il s'agit, pour Muhawi, d'une « pièce par excellence de la littérature diasporique » .
- Mahmoud Darwich, Journal d'un deuil ordinaire, (Yawmiyyât al-Huzn al-'Âdî, 1973) Steerforth Press, 2012

## Articles
- 'Contexts of Language in Mahmoud Darwich', Centre d'études arabes contemporaines, université de Georgetown 2009
- « Vers une théorie folklorique de la traduction », SOAS, université de Londres
- « Dialogues avec des partenaires imaginaires », PEN American Center 21 décembre 2011
- « Vers une théorie folklorique de la traduction », dans Theo Herman (éd. ) Traduire les autres, vol. II (2006), Routledge 2014 p. 365–79.
- 'Revue de Micheline Galley (éd. ), Le Figuier magique et autres contes algériens dits par Aouda, Paris : Librairie orientaliste Paul Geuthner, 2003,' dans Fairy Tales, Printed Texts, and Oral Tellings, Marvels and Tales: Journal of Fairy-Tale Folklore, Vol.21, Wayne State University, 1er avril 2007, pp. 151–55